# Anders Burman (idéhistoriker)
Anders Niilo Erik Burman, född 16 januari 1971, är en svensk idéhistoriker och professor vid Södertörns högskola.

## Biografi
Anders Burman disputerade 2005 vid Stockholms universitet på en idéhistorisk avhandling om Carl Jonas Love Almqvists samhällstänkande. Burman har arbetat som lärare och forskare vid Stockholms universitet och Södertörns högskola sedan 1999. Burmans huvudinriktning har varit politisk filosofi, pedagogikens idéhistoria, kulturteori, estetik och tysk romantik. Sedan 2010 ansvarar han för skriftserien Södertörn Studies in Higher Education. Burman har även genomgått Norstedts författarskola för akademiker.

## Publikationer (urval)

### Monografier
1. Anders Burman, Dissensus. Drömmar och mardrömmar i demokratins idéhistoria (Stockholm: Natur & Kultur, 2021)
2. Anders Burman, Flykten från Hegel. Den postmoderna vänsterns genealogi (Hägersten: Tankekraft, 2016)
3. Anders Burman, Pedagogikens idéhistoria. Uppfostringsidéer och bildningsideal under 2500 år (Lund: Studentlitteratur, 2014)
4. Anders Burman, Politik i sak. C.J.L. Almqvists samhällstänkande 1839–1851, diss. (Stockholm/Stehag: Symposion 2005)

### Redaktörskap
1. Anders Burman (red.), Hans-Georg Gadamer och hermeneutikens aktualitet (Stockholm: Axl Books 2014).
2. Anders Burman & Inga Sanner (red.), Upplysningskritik (Stockholm/Höör: Symposion, 2014).
3. Anders Burman (red.), Den reflekterade erfarenheten. John Dewey om demokrati, utbildning och tänkande, Södertörn Studies in Higher Education 5 (Huddinge: Södertörns högskola, 2014).
4. Anders Burman & Lena Lennerhed (red.), Tillsammans. Politik, filosofi och estetik på 1960- och 1970-talen (Stockholm: Atlas, 2014).
5. Anders Burman (red.), Att växa som människa. Om bildningens traditioner och praktiker, Södertörn Studies in Higher Education 4 (Huddinge: Södertörns högskola, 2014).
6. Anders Burman (red.), Konst och lärande. Essäer om estetiska lärprocesser, Södertörn Studies in Higher Education 3 (Huddinge: Södertörns högskola, 2014).
7. Anders Burman & Rebecka Lettevall (red.), Tysk idealism (Stockholm: Axl Books, 2014), 412s; utvidgad version av ett temablock om tysk idealism i Lychnos. Årsbok för idé- och lärdomshistoria 2011.
8. Anders Burman, Rebecka Lettevall & Sven-Eric Liedman (red.), Löftet om lycka. Estetik, musik, bildning(Göteborg: Daidalos, 2013).
9. Anders Burman & Anders Bartonek (red.), Att läsa Hegel (Stockholm: Tankekraft, 2012).
10. Anders Burman & Per Sundgren (red.), Svenska bildningstraditioner (Göteborg: Daidalos 2012).
11. Anders Burman & Lena Lennerhed (red.), Sekelslut. Idéhistoriska perspektiv på 1980- och 1990-talen(Stockholm: Atlas 2011).
12. Ulrika Björk & Anders Burman (red.), Konsten att handla – konsten att tänka. Hannah Arendt om det politiska (Stockholm: Axl Books 2011).
13. Anders Burman (red.), Våga veta Om bildningens möjligheter i massutbildningens tidevarv, Södertörn Studies in Higher Education 2 (Huddinge: Södertörns högskola, 2011).
14. Anders Burman & Patrik Mehrens (red.), Det goda lärandet. En antologi om liberal ars education (Lund: Studentlitteratur, 2011).
15. Anders Burman, Roland Lysell & Jon Viklund (red.), Dramatikern Almqvist (Hedemora: Gidlunds 2010).
16. Anders Burman & Per Sundgren (red.), Bildning. Texter från Esaias Tegnér till Sven-Eric Liedman(Göteborg: Daidalos 2010).
17. Anders Burman, Ana Graviz & Johan Rönnby (red.), Tradition och praxis i högre utbildning. Tolv ämnesdidaktiska studier, Södertörn Studies in Higher Education 1 (Huddinge: Södertörns högskola, 2010).
18. Anders Burman, Bosse Holmqvist & Shamal Kaveh (red.), Temablock: teorireception, Lychnos. Årsbok för idé- och lärdomshistoria 2008.
19. Bertil Romberg, Eremiten i världsbullret. Om C.J.L. Almqvist, red. Anders Burman, Jonas Ellerström & Roland Lysell (Lund: Ellerströms 2007).
20. Anders Burman & Benny Jacobsson (red.), Över tid och rum. En antologi tillägnad Bo Lindberg(Stockholm: Institutionen för litteraturvetenskap och idéhistoria 2003).
21. Burman, Anders & Landahl, Joakim (red.), 1968 och pedagogiken, (Huddinge: Södertörns högskola, 2020).
22. Burman, Anders & Kaveh, Shamal (red.), Demokratin och det politiska: essäer om samtidens politiska tillstånd, (Huddinge: Södertörns högskola, 2020).
23. Burman, Anders & Lund, Tore (red.), Efter Viktor Rydberg: receptionshistoriska studier, (Huddinge: Södertörns högskola, 2020).